# Apistogramma mendezi
Apistogramma mendezi es una especie de peces de la familia Cichlidae en el orden de los Perciformes.

## Distribución geográfica
Se encuentran en Sudamérica: cuenca del río Amazonas.